# Tannhäuser
Tannhäuser (in alto tedesco medio Tanhûser; 1205 – 1270) è stato un poeta tedesco, erede dei Minnesänger, dei cui temi egli si servì.

## Biografia
Nato in una famiglia di cavalieri di Salisburgo, partecipò alla sesta crociata del 1228, al seguito dell'imperatore Federico II Hohenstaufen, insieme a un'affollata compagnia di menestrelli e poeti cortesi, tra cui Freidank e, forse, Neidhart von Reuenthal. Nonostante la riottosità nell'abbandonare le "gioie" assaporate nella bella "terra di Puglia", probabilmente si fermò a lungo in Oriente.
Fece quindi una vita errante come poeta e cantore. Frequentò la corte di Vienna del duca d'Austria Federico II.

## La leggenda
Secondo una leggenda, nella sua vita Tannhäuser trova il Venusberg (monte di Venere), il regno sotterraneo di Venere, e vive con lei per un anno (la grotta della leggenda esiste veramente nei monti dell'Horselberg). Lascia quindi la dea pieno di rimorsi e intraprende un viaggio fino a Roma, per chiedere perdono al papa Urbano IV. Il papa gli ricorda che il peccato commesso conduce alla dannazione eterna e che il perdono è possibile solo in presenza di un miracolo: la fioritura del suo bastone pastorale. Tre giorni dopo Tannhäuser torna a Vienna e il pastorale del papa fiorisce.
La leggenda è stata accolta nel Volkslied e messa in musica da Richard Wagner nel suo Tannhäuser.